# 等形小剑水蚤
等形小剑水蚤（学名：Microcyclops subaequalis）为剑水蚤科小剑水蚤属的动物。分布于非洲以及中国大陆的云南、浙江、新疆等地，一般生活于小型水域及湖泊沿岸带的水草丛中。